# Covent Garden

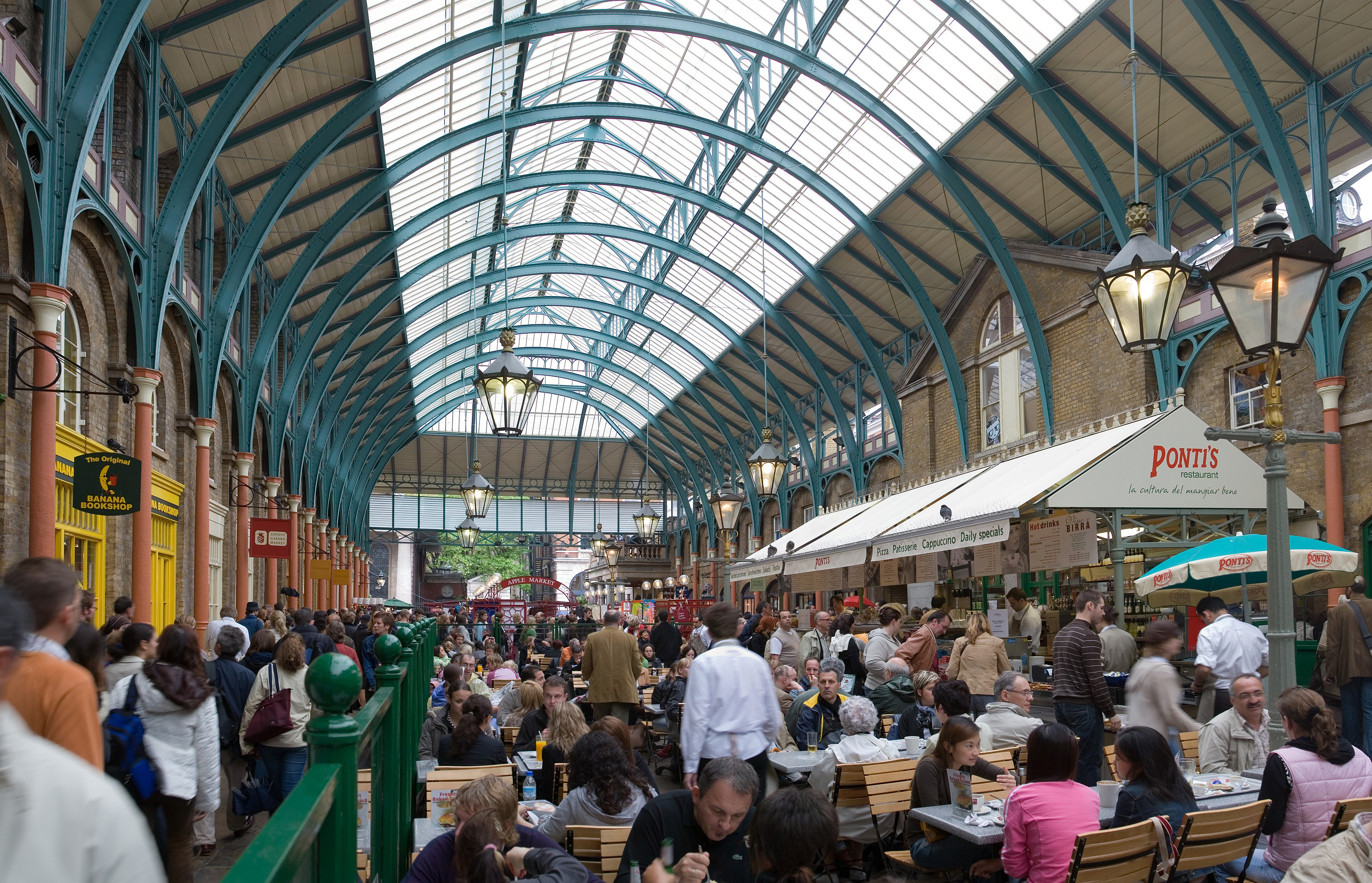
Die Markthallen des Covent Garden Market

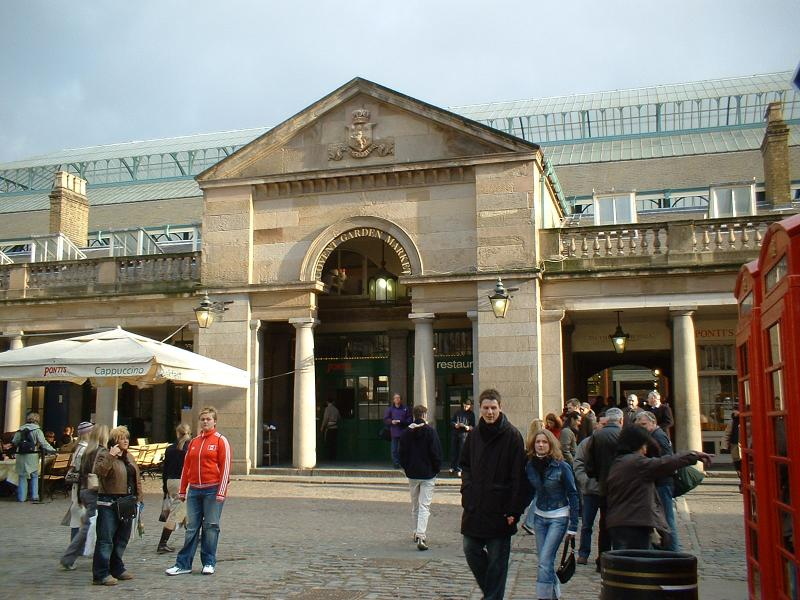
Das Äußere des Covent Garden Market

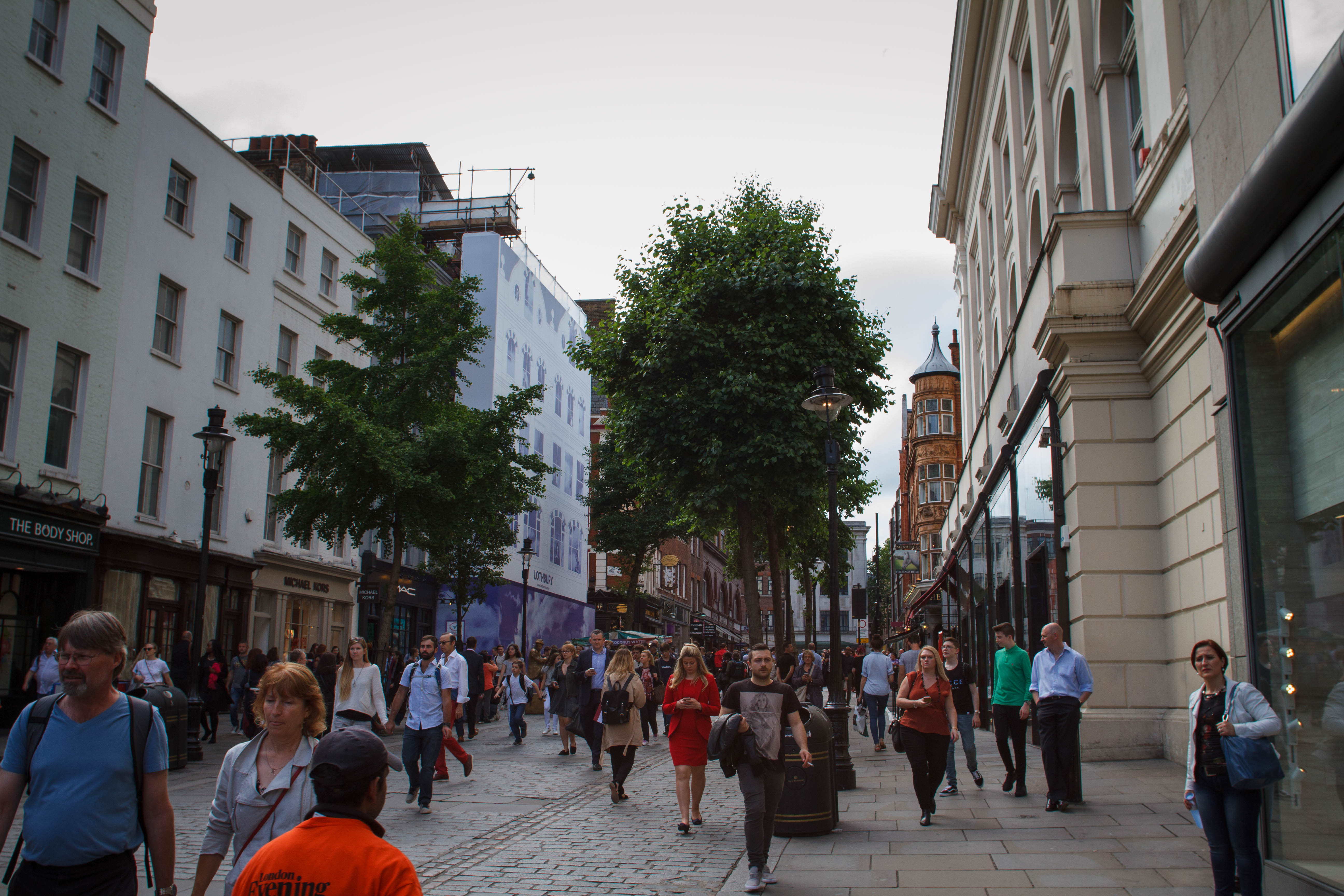
Covent Garden Market um 1910

Covent Garden ([ˌkɒvəntˈɡɑːdn]) ist ein Bezirk von Greater London nördlich der Themse am östlichen Rand des West End zwischen St. Martin’s Lane im Westen und Drury Lane im Osten. Der Bezirk ist ein beliebtes Vergnügungs- und Kulturviertel mit Pubs, Restaurants, Theatern, Kunstgewerbe- und Antiquitätenläden. Berühmt ist das Königliche Opernhaus im Norden des Bezirks. Im Zentrum befindet sich die Covent Garden Piazza zwischen der Pfarrkirche St Paul’s und der Markthalle des ehemaligen Gemüsemarkts von Covent Garden mit markanter gusseiserner Dachkonstruktion aus der Frühzeit der Industriearchitektur. Die Piazza bildet eine beliebte Bühne für Straßenkünstler.

## Herleitung des Namens
Das Gebiet des heutigen Bezirks Covent Garden wurde im Mittelalter von den Mönchen des Konvents von Westminster Abbey als Weide- und Gartenland genutzt. Die englische Bezeichnung dafür (Convent Garden) wurde zu Covent Garden verkürzt.

## Geschichte
Das Gebiet von Covent Garden befand sich, wie eine Urkunde aus der Zeit von König John Lackland bezeugt, spätestens seit dem Beginn des 13. Jahrhunderts im Besitz des Klosters von Westminster Abbey. Mit Auflösung der englischen Klöster um 1540 im Zuge der Reformation durch Heinrich VIII. geriet das Gebiet an die Krone. 1552 übereignete es König Eduard VI seinem Berater John Russell, 1. Earl of Bedford. Als hier im 17. Jahrhundert zwischen der City und dem Regierungssitz von Westminster allmählich das Londoner West End als bevorzugte Wohngegend der Oberschicht entstand, ließ  Francis Russell, 4. Earl of Bedford neben dem Anwesen seiner Familie ab 1630 ein repräsentatives Wohnviertel errichten. Er beauftragte dafür den damals in London renommierten Architekten Inigo Jones, der sich vom Stil des italienischen Renaissance-Architekten Palladio inspirieren ließ. Zentrum des Wohnviertels bildete die Piazza, die Jones außer von der Kirche St Paul‘s von repräsentativen Wohnpalästen (heute nicht mehr erhalten) einfassen ließ.
Ab 1656 gab es auf dem Anwesen der Bedfords zeitweilig einen kleinen Markt, der ab 1670 mit einer entsprechenden Lizenz vom König regelmäßig stattfinden durfte. Anfang des 18. Jahrhunderts entstanden zweistöckige Ladengeschäfte. Der Markt entwickelte sich zum bedeutendsten für Gemüse, Obst und Blumen von ganz England. Als Wohnviertel für die gehobene Gesellschaft allerdings verlor die Gegend dabei an Attraktivität. Deren Domizile wurden allmählich von diversen Amüsierbetrieben wie Pubs, Theatern und zeitweise auch Bordellen verdrängt.
Um den Markt selbst witterungsunabhängig zu machen, wurde um 1830 unter Leitung des Architekten Charles Fowler eine Markthalle mit klassizistischer Fassade errichtet. Ab 1860 wurde der Marktkomplex mehrfach erweitert und mit der markanten Dachkonstruktion versehen, die ebenso wie die Fassade des zentralen Teils der Markthalle bis heute erhalten blieb.
Spätestens in den 1960er Jahren wurde offensichtlich, dass Covent Garden zu klein für den expandierenden Markt wurde. Abriss- und Neubaupläne scheiterten an öffentlichen Protesten. Das Gebiet wurde zu einer von 250 conservation areas in London erklärt. 1973 wurde ein behutsamer Entwicklungsplan für Covent Garden in Kraft gesetzt. Der Markt selber musste unter dem Namen New Covent Garden Market in ein Gebiet namens Nine Elms im Londoner Vorort Battersea ausweichen, während Piazza und Markthallen eine neue Bestimmung als Kultur- und Vergnügungsmeile fanden. 1980 eröffnete im ehemaligen Blumentrakt der Markthalle das London Transport Museum.

## Covent Garden in der Kunst
Vor allem im 18. und 19. Jahrhundert war der Markt ein beliebtes Motiv bei Kunstmalern und Zeichnern, zum Beispiel bei George Scharf. Ein musikalischer Tribut an Covent Garden stammt von Johann Strauss Sohn. Er komponierte 1867 den Walzer Erinnerung an Covent-Garden und ließ ihn dort im selben Jahr uraufführen.
In George Bernard Shaws Schauspiel Pygmalion, das später auch den Stoff für das Musical My Fair Lady bot, stehen sich die ‚Hochkultur‘ des Königlichen Opernhauses und das Markttreiben der kleinen Leute eindrücklich gegenüber. Die beiden Hauptfiguren des Stückes, der Opernbesucher Professor Higgins und die Marktfrau Eliza Doolittle, die in ausgeprägtem Cockney-Dialekt Blumen zum Verkauf ausruft, begegnen sich in Covent Garden zum ersten Mal. Im Kino ist Covent Garden in Alfred Hitchcocks Film Frenzy aus dem Jahr 1972 Spielort. Zu nennen wäre auch der Film Bob, der Streuner (gedreht nach dem gleichnamigen Roman) von Roger Spottiswoode aus dem Jahr 2016, in dem ein Kater in der Nähe der Covent Garden Piazza Kunststücke vorführt.